# Butel (kommun)
Butel är en kommun i Nordmakedonien, som är en av tio kommuner i huvudstaden Skopje. Antalet invånare är 37 968. Butel är huvudort.